# Nick Shalosky
Nicholas Shalosky (sinh năm 1987) là một luật sư và chính khách gốc Nam Carolina. Khi còn học đại học, ông đã giành được một ghế trong tư cách ứng cử viên ghi danh cho Hội đồng trường số 20 của Hạt Charleston, chỉ sử dụng chiến dịch vận động trên Internet thông qua Facebook; ông đã không chi tiêu bất kỳ khoản tiền nào. Ông đã thắng với 22 phiếu bầu. Ông đại diện cho Quận 20, trung tâm thành phố Charleston, trong nhiệm kỳ 4 năm, kết thúc vào năm 2012.
Shalosky là quan chức được bầu chọn đồng tính công khai đầu tiên trong lịch sử Nam Carolina. Khi được bầu, Shalosky là quan chức được bầu là đồng tính công khai trẻ nhất ở Hoa Kỳ.
Ông là một luật sư ở Charleston, SC. Vào tháng 10 năm 2013, Shalosky được chọn là Nghiên cứu viên Đa dạng tại Trường Luật Charleston.

## Đời tư và giáo dục
Nick Shalosky lớn lên ở Conway, Nam Carolina. Ông đã "công khai" về tính dục của mình trong năm thứ hai trung học. Cha mẹ ông vẫn sống ở đó. Mẹ của ông là Vanessa Viles Shalosky. Bà nói về kinh nghiệm của mình khi nuôi dạy một đứa trẻ đồng tính trên diễn đàn "My Gay Child" của Trường Luật Charleston.
Nick Shalosky đã là người của công chúng về tính dục của mình; ông đã phát biểu tại các cuộc họp mặt của Myrtle Beach và South Carolina Pride; năm 2009, ông tham dự Tháng Ba Bình đẳng Quốc gia tại Washington, D.C.
Ông theo học trường Cao đẳng Charleston, nơi ông theo học chuyên ngành khoa học chính trị. Trong những năm đại học, ông là thành viên của Cơ quan Lập pháp Sinh viên Nam Carolina, và Charleston 40. Ông tốt nghiệp năm 2010 với bằng Khoa học Chính trị và Địa lý. Ông đã theo học tại Trường Luật Charleston, nơi ông cũng từng là trợ lý nghiên cứu và là thành viên của Moot Court Board. Ông từng là Học giả Tổng thống MUSC và từng là Chủ tịch của Liên minh vì Bình đẳng.
Vào tháng 3 năm 2013 trong học kỳ cuối cùng của mình tại Trường Luật Charleston, Shalosky đã đến Washington, DC để nghe tranh luận bằng miệng liên quan đến các vụ án hôn nhân đồng tính tại Tòa án Tối cao Hoa Kỳ. Dự luật 8 của California được đánh giá về tính hợp hiến của bình đẳng hôn nhân (hoặc bất bình đẳng) ở cấp tiểu bang, trong khi trường hợp Đạo luật Bảo vệ Hôn nhân (DOMA) thách thức luật liên bang.
Ông tốt nghiệp năm 2013 với bằng tiến sĩ pháp lý. Shalosky đã kết hợp kinh nghiệm của mình vào một lớp học năm 2014 tại Trường Luật Charleston, "Các vấn đề về giới và luật", mà ông đã phát triển với tư cách là một Nghiên cứu viên Đa dạng.

## Hôn nhân và gia đình
Ông và bạn đời Naylor Brownell, một bác sĩ nội trú, đã đính hôn vào đêm giao thừa năm 2012 nhưng không thể kết hôn hợp pháp ở bang Nam Carolina cho đến tháng 11 năm 2014.